# Adolf Oborny
Adolf Oborny (* 17. Juni 1840 in Boschowitz; † 27. April 1924 in Znaim) war ein deutscher Botaniker und Professor. Er studierte in Brünn und lehrte dort am Staatlichen Gymnasium, wo er von 1865 bis 1868 Gregor Mendels Kollege war.

## Leben
1871 wurde er ordentlicher Professor am Volksgymnasium in Znaim, wo er 27 Jahre ohne Unterbrechung blieb. Nachdem er mehrere Jahre als Schulleiter in Leipnik gearbeitet hatte, verbrachte er seine Ruhestandsjahre in Znaim, Südmähren, wo sich seine Heimat befand.
Er schrieb über die regionale Flora von Znaim und Mähren; gilt als Experte für Habichtskräuter, Moose und Flechten; auf seinem Forschungsgebiet europaweit bekannt.

## Publikationen
- Flora von Mähren und oesterr. Schlesien enthaltend die wildwachsenden, verwilderten und häufig angebauten Gefäßpflanzen: Bearbeitet von Adolf Oborny, herausgegeben vom Naturforschenden Vereine in Brünn 1885
- Verhandlungen des Naturforschenden Vereines in Brünn 1863. Vol. 1–2. xviii + 254 Seiten.[2]